# Cataxia pulleinei
Cataxia pulleinei là một loài nhện trong họ Idiopidae.
Loài này thuộc chi Cataxia. Cataxia pulleinei được William Joseph Rainbow miêu tả năm 1914.